# Olympische Winterspiele 1972/Skilanglauf
Bei den XI. Olympischen Winterspielen 1972 in Sapporo fanden sieben Wettbewerbe im Skilanglauf statt. Diese galten gleichzeitig als 29. Nordische Skiweltmeisterschaften. Neben olympischen Medaillen wurden auch Weltmeisterschaftsmedaillen vergeben. Austragungsort war der Makomanai-Park.
Dominierende Nation war die Sowjetunion mit fünf Goldmedaillen. In der Medaillenwertung folgten Schweden und Norwegen mit jeweils einer Goldmedaille. Galina Kulakowa startete dreimal und gewann dreimal Gold. Wjatscheslaw Wedenin errang zwei Gold- und eine Bronzemedaille.

## Bilanz

### Medaillenspiegel
| Platz  | Land             | Gold | Silber | Bronze | Gesamt |
| ------ | ---------------- | ---- | ------ | ------ | ------ |
| 1      | Sowjetunion      | 5    | 2      | 1      | 8      |
| 2      | Norwegen         | 1    | 3      | 3      | 7      |
| 3      | Schweden         | 1    | –      | –      | 1      |
| 4      | Finnland         | –    | 2      | 1      | 3      |
| 5      | Schweiz          | –    | –      | 1      | 2      |
| 5      | Tschechoslowakei | –    | –      | 1      | 1      |
| Gesamt | Gesamt           | 7    | 7      | 7      | 21     |

### Medaillengewinner
Männer
| Disziplin         | Gold                                                                           | Silber                                                     | Bronze                                                  |
| ----------------- | ------------------------------------------------------------------------------ | ---------------------------------------------------------- | ------------------------------------------------------- |
| 15 km             | Sven-Åke Lundbäck (SWE)                                                        | Fjodor Simaschow (URS)                                     | Ivar Formo (NOR)                                        |
| 30 km             | Wjatscheslaw Wedenin (URS)                                                     | Pål Tyldum (NOR)                                           | Johannes Harviken (NOR)                                 |
| 50 km             | Pål Tyldum (NOR)                                                               | Magne Myrmo (NOR)                                          | Wjatscheslaw Wedenin (URS)                              |
| 4 × 10 km Staffel | SowjetunionFjodor Simaschow Juri Skobow Wjatscheslaw Wedenin Wladimir Woronkow | NorwegenOddvar Brå Ivar Formo Johannes Harviken Pål Tyldum | SchweizAlbert Giger Edi Hauser Alfred Kälin Alois Kälin |

Frauen
| Disziplin        | Gold                                                             | Silber                                                    | Bronze                                        |
| ---------------- | ---------------------------------------------------------------- | --------------------------------------------------------- | --------------------------------------------- |
| 5 km             | Galina Kulakowa (URS)                                            | Marjatta Kajosmaa (FIN)                                   | Helena Šikolová (TCH)                         |
| 10 km            | Galina Kulakowa (URS)                                            | Alewtina Oljunina (URS)                                   | Marjatta Kajosmaa (FIN)                       |
| 3 × 5 km Staffel | SowjetunionGalina Kulakowa Ljubow Muchatschowa Alewtina Oljunina | FinnlandMarjatta Kajosmaa Hilkka Riihivuori Helena Takalo | NorwegenInger Aufles Aslaug Dahl Berit Mørdre |

## Ergebnisse Männer

### 15 km
| Platz | Land | Athlet              | Zeit (min) |
| ----- | ---- | ------------------- | ---------- |
| 1     | SWE  | Sven-Åke Lundbäck   | 45:28,24   |
| 2     | URS  | Fjodor Simaschow    | 46:00,84   |
| 3     | NOR  | Ivar Formo          | 46:02,68   |
| 4     | FIN  | Juha Mieto          | 46:02,74   |
| 5     | URS  | Juri Skobow         | 46:04,59   |
| 6     | GDR  | Axel Lesser         | 46:17,01   |
| 7     | FRG  | Walter Demel        | 46:17,36   |
| 8     | SWE  | Gunnar Larsson      | 46:23,29   |
| 9     | NOR  | Oddvar Brå          | 46:25,88   |
| 10    | FIN  | Osmo Karjalainen    | 46:27,51   |
| 11    | SUI  | Edi Hauser          | 46:30,53   |
|       |      |                     |            |
| 13    | GDR  | Gert-Dietmar Klause | 46:34,40   |
| 14    | SUI  | Albert Giger        | 46:38,36   |
| 17    | SUI  | Alois Kälin         | 46:50,31   |
| 22    | FRG  | Gerhard Gehring     | 47:33,78   |
| 25    | GDR  | Gerd Heßler         | 48:04,15   |
| 26    | GDR  | Rainer Groß         | 48:05,86   |
| 32    | FRG  | Hartmut Döpp        | 48:46,08   |
| 34    | SUI  | Hans-Ueli Kreuzer   | 48:55,37   |
| 36    | FRG  | Franz Betz          | 49:00,41   |
| 38    | AUT  | Heinrich Wallner    | 49:17,97   |
| 42    | AUT  | Herbert Wachter     | 49:44,13   |

Datum: 7. Februar 1972, 09:00 Uhr
Höhenunterschied: 130 m; Maximalanstieg: 90 m; Totalanstieg: 502 m
62 Teilnehmer aus 19 Ländern, alle in der Wertung.

### 30 km
| Platz | Land | Athlet               | Zeit (h)   |
| ----- | ---- | -------------------- | ---------- |
| 1     | URS  | Wjatscheslaw Wedenin | 1:36:31,15 |
| 2     | NOR  | Pål Tyldum           | 1:37:25,30 |
| 3     | NOR  | Johannes Harviken    | 1:37:32,44 |
| 4     | SWE  | Gunnar Larsson       | 1:37:33,72 |
| 5     | FRG  | Walter Demel         | 1:37:45,53 |
| 6     | URS  | Fjodor Simaschow     | 1:38:22,50 |
| 7     | SUI  | Alois Kälin          | 1:38:40,72 |
| 8     | GDR  | Gert-Dietmar Klause  | 1:39:15,54 |
| 9     | TCH  | Stanislav Henych     | 1:39:24,29 |
| 10    | FRG  | Gerhard Gehring      | 1:39:44,47 |
|       |      |                      |            |
| 12    | GDR  | Axel Lesser          | 1:39:49,29 |
| 14    | SUI  | Edi Hauser           | 1:40:14,98 |
| 17    | SUI  | Alfred Kälin         | 1:41:35,34 |
| 18    | GDR  | Gerd Heßler          | 1:41:37,47 |
| 27    | GDR  | Eberhard Klessen     | 1:43:15,99 |
| 33    | AUT  | Herbert Wachter      | 1:44:45,67 |
| 35    | FRG  | Hartmut Döpp         | 1:44:51,05 |
| 35    | FRG  | Edgar Eckert         | 1:45:38,51 |
| 41    | SUI  | Werner Geeser        | 1:46:20,36 |
| 48    | AUT  | Heinrich Wallner     | 1:48:05,42 |

Datum: 4. Februar 1972, 09:00 Uhr
Höhenunterschied: 119 m; Maximalanstieg: 85 m; Totalanstieg: 823 m
59 Teilnehmer aus 18 Ländern, davon 55 in der Wertung.

### 50 km
| Platz | Land | Athlet               | Zeit (h)   |
| ----- | ---- | -------------------- | ---------- |
| 1     | NOR  | Pål Tyldum           | 2:43:14,75 |
| 2     | NOR  | Magne Myrmo          | 2:43:29,45 |
| 3     | URS  | Wjatscheslaw Wedenin | 2:44:00,19 |
| 4     | NOR  | Reidar Hjermstad     | 2:44:15,51 |
| 5     | FRG  | Walter Demel         | 2:44:32,67 |
| 6     | SUI  | Werner Geeser        | 2:44:34,13 |
| 7     | SWE  | Lars-Arne Bölling    | 2:45:06,80 |
| 8     | URS  | Fjodor Simaschew     | 2:45:08,93 |
| 9     | GDR  | Gert-Dietmar Klause  | 2:46:17,43 |
| 10    | NOR  | Ole Ellefsæter       | 2:46:46,94 |
|       |      |                      |            |
| 14    | SUI  | Ulrich Wenger        | 2:49:35,35 |
| 16    | GDR  | Eberhard Klessen     | 2:49:53,01 |
| 18    | GDR  | Rainer Groß          | 2:50:16,91 |
| 23    | SUI  | Louis Jaggi          | 2:53:00,78 |
| 26    | SUI  | Giuseppe Dermon      | 2:56:24,21 |
| 31    | FRG  | Edgar Eckert         | 3:00:08,32 |

Datum: 10. Februar 1972, 08:30 Uhr
Höhenunterschied: 127 m; Maximalanstieg: 89 m; Totalanstieg: 1453 m
40 Teilnehmer aus 14 Ländern, davon 33 in der Wertung.

### 4 × 10 km Staffel
| Platz | Land / Athlet                                                                   | Zeit                                                             |
| ----- | ------------------------------------------------------------------------------- | ---------------------------------------------------------------- |
| 1     | Sowjetunion Wladimir Woronkow Juri Skobow Fjodor Simaschow Wjatscheslaw Wedenin | 2:04:47,94 h 31:12,52 min 30:55,42 min 32:18,63 min 30:21,37 min |
| 2     | Norwegen Oddvar Brå Pål Tyldum Ivar Formo Johannes Harviken                     | 2:04:57,06 h 31:10,38 min 30:58,11 min 31:16,78 min 31:31,79 min |
| 3     | Schweiz Alfred Kälin Albert Giger Alois Kälin Edi Hauser                        | 2:07:00,06 h 31:54,76 min 31:40,14 min 31:13,11 min 32:12,05 min |
| 4     | Schweden Thomas Magnusson Lars-Göran Åslund Gunnar Larsson Sven-Åke Lundbäck    | 2:07:03,60 h 31:10,56 min 31:59,65 min 31:35,96 min 32:17,43 min |
| 5     | Finnland Hannu Taipale Juha Mieto Juhani Repo Osmo Karjalainen                  | 2:07:50,19 h 32:17,19 min 30:54,64 min 33:47,89 min 30:50,47 min |
| 6     | DDR Gerd Heßler Axel Lesser Gerhard Grimmer Gert-Dietmar Klause                 | 2:10:03,73 h 32:19,74 min 31:09,53 min 33:49,31 min 32:45,15 min |
| 7     | BR Deutschland Franz Betz Urban Hettich Hartmut Döpp Walter Demel               | 2:10:42,85 h 33:08,14 min 34:06,06 min 32:22,00 min 31:06,95 min |
| 8     | Tschechoslowakei Stanislav Henych Ján Fajstavr junior Ján Michalko Ján Ilavský  | 2:11:27,55 h 32:00,85 min 31:51,70 min 33:19,57 min 34:15,43 min |
| 9     | Italien Carlo Favre Elviro Blanc Renzo Chiocchetti Ulrico Kostner               | 2:12:07,11 h                                                     |
| 10    | Japan Hideo Tanifuji Kunio Shibata Akiyoshi Matsuoka Tomio Okamura              | 2:13:59,14 h                                                     |
| 11    | Frankreich Jean-Paul Vandel Roland Jeannerod Gilbert Faure Jean Jobez           | 2:14:35,98 h                                                     |
| 12    | USA Tim Caldwell Mike Gallagher Larry Martin Mike Elliott                       | 2:14:37,28 h                                                     |
| 13    | Kanada Fred Kelly Roger Allen Jarl Omholt-Jensen Malcolm Hunter                 | 2:16:56,41 h                                                     |
| DNF   | Österreich Herbert Wachter Josef Hauser Ulli Öhlböck Heinrich Wallner           |                                                                  |

Datum: 13. Februar 1972, 09:00 Uhr
Höhenunterschied: 109 m; Maximalanstieg: 67 m; Totalanstieg: 313 m
14 Staffeln am Start, davon 13 in der Wertung. Aufgegeben: Österreich (Herbert Wachter, Josef Hauser, Ulli Öhlböck, Heinrich Wallner).

## Ergebnisse Frauen

### 5 km
| Platz | Land | Athletin            | Zeit (min) |
| ----- | ---- | ------------------- | ---------- |
| 1     | URS  | Galina Kulakowa     | 17:00,50   |
| 2     | FIN  | Marjatta Kajosmaa   | 17:05,50   |
| 3     | TCH  | Helena Šikolová     | 17:07,32   |
| 4     | URS  | Alewtina Oljunina   | 17:07,40   |
| 5     | FIN  | Hilkka Kuntola      | 17:11,67   |
| 6     | URS  | Ljubow Muchatschowa | 17:12,08   |
| 7     | NOR  | Berit Mørdre        | 17:16,79   |
| 8     | NOR  | Aslaug Dahl         | 17:17,49   |
| 9     | FIN  | Helena Takalo       | 17:21,39   |
| 10    | URS  | Nina Fjodorowa      | 17:25,62   |
| 11    | FRG  | Michaela Endler     | 17:32,56   |
|       |      |                     |            |
| 14    | GDR  | Renate Fischer      | 17:41,07   |
| 20    | GDR  | Gabriele Haupt      | 17:55,04   |
| 24    | FRG  | Monika Mrklas       | 17:57,40   |
| 28    | GDR  | Anna Unger          | 18:13,19   |
| 30    | GDR  | Christine Philipp   | 18:17,02   |

Datum: 9. Februar 1972, 09:00 Uhr
Höhenunterschied: 90 m; Maximalanstieg: 56 m; Totalanstieg: 133 m
43 Teilnehmerinnen aus 12 Ländern, alle in der Wertung.

### 10 km
| Platz | Land | Athletin            | Zeit (min) |
| ----- | ---- | ------------------- | ---------- |
| 1     | URS  | Galina Kulakowa     | 34:17,82   |
| 2     | URS  | Alewtina Oljunina   | 34:54,11   |
| 3     | FIN  | Marjatta Kajosmaa   | 34:56,45   |
| 4     | URS  | Ljubow Muchatschowa | 34:58,56   |
| 5     | FIN  | Helena Takalo       | 35:06,34   |
| 6     | NOR  | Aslaug Dahl         | 35:18,84   |
| 7     | TCH  | Helena Šikolová     | 35:29,33   |
| 8     | FIN  | Hilkka Kuntola      | 35:36,71   |
| 9     | GDR  | Renate Fischer      | 35:46,96   |
| 10    | URS  | Nina Schebalina     | 35:54,59   |
|       |      |                     |            |
| 17    | FRG  | Michaela Endler     | 36:38,05   |
| 18    | GDR  | Gabriele Haupt      | 36:38,41   |
| 20    | GDR  | Anna Unger          | 36:45,24   |
| 31    | GDR  | Christine Philipp   | 37:51,76   |
| 32    | FRG  | Ingrid Rothfuß      | 38:03,69   |

Datum: 6. Februar 1972, 09:00 Uhr
Höhenunterschied: 103 m; Maximalanstieg: 44 m; Totalanstieg: 289 m
42 Teilnehmerinnen aus 12 Ländern, davon 41 in der Wertung.

### 3 × 5 km Staffel
| Platz | Land / Athletinnen                                                | Zeit (min)                                          |
| ----- | ----------------------------------------------------------------- | --------------------------------------------------- |
| 1     | Sowjetunion Ljubow Muchatschowa Alewtina Oljunina Galina Kulakowa | 48:46,15 min 16:49,20 min 16:30,91 min 15:26,04 min |
| 2     | Finnland Helena Takalo Hilkka Kuntola Marjatta Kajosmaa           | 49:19,37 min 17:04,93 min 16:41,67 min 15:32,77 min |
| 3     | Norwegen Inger Aufles Aslaug Dahl Berit Mørdre                    | 49:51,49 min 17:36,75 min 16:34,87 min 15:39,87 min |
| 4     | BR Deutschland Monika Mrklas Ingrid Rothfuß Michaela Endler       | 50:25,61 min 17:40,22 min 17:06,50 min 15:38,89 min |
| 5     | DDR Gabriele Haupt Renate Fischer Anna Unger                      | 50:28,45 min 17:37,32 min 16:49,56 min 16:01,57 min |
| 6     | Tschechoslowakei Alena Bartošová Helena Šikolová Milena Cillerová | 51:16,16 min 17:35,77 min 17:06,47 min 16:33,92 min |
| 7     | Polen Anna Gębala-Duraj Józefa Chromik Weronika Budny             | 51:49,13 min 18:21,93 min 17:15,45 min 16:11,75 min |
| 8     | Schweden Meeri Bodelid Eva Olsson Birgitta Lindqvist              | 51:51,84 min 18:32,24 min 17:09,91 min 16:09,89 min |
| 9     | Japan Tokiko Ōzeki Hiroko Takahashi Hideko Saitō                  | 53:20,75 min                                        |
| 10    | Kanada Shirley Firth Sharon Firth Roseanne Allen                  | 53:37,82 min                                        |
| 11    | USA Barbara Britch Alison Owen-Spencer Martha Rockwell            | 53:38,60 min                                        |

Datum: 12. Februar 1972, 09:00 Uhr
Höhenunterschied: 43 m; Maximalanstieg: 37 m; Totalanstieg: 126 m
11 Staffeln am Start, alle in der Wertung.